# Blacksad
Blacksad es una serie de novelas gráficas creada y desarrollada por Juan Díaz Canales como guionista y Juanjo Guarnido como dibujante para la editorial francesa Dargaud. Abrió camino a otras obras de serie negra de la misma procedencia, como Jazz Maynard (2007) de Raule/Roger Ibáñez y Ken Games (2009) de José Robledo/Marcial Toledano.

## Argumento
El contexto general de la serie se sitúa en los Estados Unidos tras la Segunda Guerra Mundial, en los principios de la Guerra Fría. De momento, se han publicado siete volúmenes. Todos los personajes de Blacksad son animales antropomórficos (explicado por el autor en el programa 'Tres14' de La 2 del 30-11-2014).

### Un lugar entre las sombras #1
Se presenta al personaje John Blacksad, un detective que investiga la muerte de su antigua novia Natalia Wilford, una cotizada estrella de Hollywood, contra las órdenes del comisario Smirnov. 
Sus pesquisas lo llevan tras el rastro del último amante conocido de Wilford, un tal Leon Kronski. Se enfrenta a un matón y descubre que Kronski está muerto. Smirnov lo detiene y le autoriza a eliminar al asesino, que se mueve en las altas esferas. Un violento encuentro con el ofidio concluye con la muerte de éste y la revelación del nombre del asesino: Ivo Statoc, el tipo más rico de la ciudad.

### Artic-Nation #2
Blacksad es contratado para esclarecer el caso del secuestro de una niña negra, de nombre Kyle, en un barrio con tremendas tensiones raciales entre blancos y negros. Traba amistad con una garduña periodista que se hace llamar Weekly. Las investigaciones de Blacksad lo llevan a las élites blancas, concretamente hacia el oso jefe de policía Karup, del que se rumorea que tiene tendencias pederastas.
Blacksad conoce a la madre de Kyle, Dinah, que no ha denunciado el secuestro por creer que no será esclarecido. Tras una conversación con el mandamás Oldsmill, Weekly le habla a Blacksad de la infidelidad, que ha fotografiado, de la esposa de Karup con su lugarteniente Huk, el zorro. Dinah aparece entonces asesinada y Weekly desaparece. Blacksad intimida al urraco ciego Cotten para que le diga dónde está y de paso descubre la existencia de una organización de supremacía blanca tipo Ku Klux Klan.
La organización, que en teoría lideraba Karup, lo ejecuta por el asesinato de la niña negra, y justo cuando van a matar a Weekly Blacksad logra salvarlo y, con la ayuda de Cotten, rescatar a la niña.
Tras el rescate, Blacksad encuentra a Huk asesinado: Weekly le muestra sus fotos reveladas y Blacksad descubre que la esposa de Karup, Jezabel, esconde más secretos. Tras hablar con ella, revela que ella y Dinah eran hermanas, hijas de Karup y de una mujer negra abandonada por éste.

### Alma Roja #3
La historia se sitúa en momentos previos a la caza de brujas del Macarthismo, Blacksad regresa a su ciudad natal después de trabajar como guardaespaldas para el anciano y rico Hewitt Mandeline (una tortuga), la última asignación de Blacksad es que lo acompañe donde ve un folleto sobre una conferencia de un antiguo profesor suyo, Otto Liebber (un búho) quien es un respetado físico nuclear y candidato al Premio Nobel, además de encontrarse bajo el amparo de Samuel Gotfiel (un dálmata) un joven comunista y bastante rico. Además de reencontrarse con su antiguo profesor, también conoce a la novia de Gotfield, la escritora Alma Mayer, que reacciona fríamente a él.
Sin embargo, no todo va bien para Liebber y la Fundación Gotfield; la sala de conferencias está rodeado por manifestantes anticomunistas que empiezan a lanzar piedras hacia el edificio. A pesar de la aversión de Blacksad hacia Gotfield, acepta una invitación a una fiesta en su mansión de lujo en la costa. Allí conoce a los llamados "Doce Apóstoles", doce intelectuales de izquierdas que se reúnen alrededor de Gotfield. Entre ellos, aparte de Otto y Alma, destacan el pintor ruso Serguei Litvak (un oso)cuyas obras son las que estaban expuestas en la galería de arte, el químico Laszlo Herzl (un mono) y Otero (una lechuza) un físico y exiliado republicano español. La velada se ve interrumpida cuando Gotfield, borracho, casi se ahoga y es rescatado por Blacksad y Otero, se produce una discusión y en ella Herzl acusa a Liebber de promover las armas nucleares, lo cual pone fin a la 'fiesta'. Cuando Otero regresa a su casa, es asesinado por un Gavial.
Blacksad investiga el crimen hablando con el resto de apóstoles, durante la charla con Alma - que pronto se casará con Gotfield, pensando en una luna de miel a las cataratas del Niágara- empiezan a tener sentimientos el uno al otro. Serguei Litvak simplemente piensa que Otero fue asesinado por unos fanáticos anticomunistas, Blacksad no lo tiene claro y llega a la conclusión de que en realidad a quien quería asesinar era a Liebber, por lo que decide convertirse en su "Ángel de la Guarda". Esto permite descubrir un encuentro entre Otto y Litvak, además de salvar a Liebber de un coche bomba. Blacksad consigue alcanzar al gavial pero este consigue escapar tras una brutal y breve pelea.
Gracias a Smirnov, Blacksad se descubre que el Gavial es un asesino a sueldo conocido como Ribs, y que su bomba era químicamente muy compleja demasiado para un simple asesino a sueldo, por lo que se sospecha que Ribs ha sido contratado por un químico. Esto hace sospechar de Herzl que quiere matar a Liebber por celos profesionales, por lo que entra en su casa. Allí descubre que Herzl es un cazador de nazis superviviente del Holocausto y le muestra la prueba fotográfica que Liebber solía trabajar para el Tercer Reich. (La historia nunca resuelve quien contrató a Ribs.)
Afectado con esta nueva información, Blacksad busca consuelo de Alma, pero antes de que puedan cumplir, el FBI arresta a ella y los demás Apóstoles como comunistas, inexplicablemente traicionados por Gotfield. Blacksad consigue rescatar a Alma y ocultarse en el piso de Weekly, donde terminan haciendo el amor. Cuando los agentes del FBI visita Litvak en su estudio de arte, accidentalmente lo matan al inyectarle un suero de la verdad para tratar de averiguar dónde se Liebber. Liebber, por su parte, ha vuelto a su antiguo barrio (donde también creció Blacksad), sólo para descubrir la enorme pobreza reinante y la iglesia de su padre en ruinas. Atravesando una crisis personal, Liebber se esconde en el acuario de la ciudad, donde Blacksad se escondía cuando era niño.
Blacksad encuentra con un Liebber fatalista, que se arrepiente de las decisiones que ha tomado pues su deseo era crear un mundo mejor, pero al final ha resultado justo lo contrario. Al final confiesa que pensando que ayudaría a mantener el equilibrio de la paz mundial,  tanto Rusia como los Estados Unidos tendrían que tener bombas, por lo que pasaba secretos nucleares a los rusos a través de Litvak.
Con la esperanza de minimizar el daño, Blacksad visita el estudio de Litvak, sólo para encontrar su cadáver. Al darse cuenta de que Litvak había copiado la información de Liebber en un lienzo y luego pintado sobre ella para disimular como una obra de arte, Blacksad va a los astilleros, donde la pintura se ha cargado en un barco con destino a una exposición de arte en Berlín Oriental. Resulta que Litvak había hecho dos copias de la pintura titulada "Alma Roja", uno de los cuales volvería a Norteamérica después de la exposición, mientras que la otra copia (que contiene la información de Liebber) se quedaba en Rusia. Blacksad cambia el destino de esta pintura para Australia.
Mientras Blacksad se prepara para su viaje a las Cataratas del Niágara con Alma, los agentes del FBI lo arrestan en su casa y le acusan de asesinar a Litvak. El senador Gallo interroga a Blacksad, tratando de averiguar dónde se esconde Liebber. Cuando Blacksad se niega a cooperar, Gallo señala que sus huellas fueron encontradas en el estudio de Litvak, y que es probable muera en la silla eléctrica si se niega a cooperar. Blacksad finalmente es liberado.
Blacksad visita a Gotfield para averiguar lo que le hizo traicionar a sus amigos. Dado que Gotfield es rico, Blacksad deduce que Gallo debe tener algo que le ofreció y que el dinero no podía comprar, y esto resulta ser el caso. Gotfield es ahora uno de un grupo seleccionado de personas que serán evacuadas a un búnker especial del gobierno en el caso de una guerra nuclear. Los principales criterios para la selección es ser un amigo o partidario del senador Gallo.
Encontrar una lista de nombres junto con una descripción de este plan (llamado 'Proyecto de Noé') en la caja fuerte de Gotfield, Blacksad lo utiliza para chantajear a Gallo. Blacksad no es culpado de la muerte de Litvak, y el gobierno finge la muerte de Liebber y le permite salir del país. Blacksad da la lista de nombres a Weekly en un sobre cerrado, con las instrucciones para publicar el contenido, si le ocurre algo a él.

### El infierno, el silencio #4
Tras una Visita en Nueva Orleans, Blacksad es contratado por Fausto Lachapelle, un productor de música jazz afectado por el cáncer, para que encuentre a Sebastian "little hand" Fletcher, un talentoso músico adicto a la heroína que se caracteriza porque su brazo derecho es significativamente más corto que el izquierdo, que ha desaparecido misteriosamente abandonando a su mujer embarazada.

### Amarillo #5
Blacksad, cansado de tanta miseria y violencia a su alrededor, decide tomarse un tiempo antes de volver a casa. La suerte parece sonreírle cuando un desconocido le contrata para llevar su coche, un flamante Cadillac modelo Eldorado, desde Nueva Orleans hasta Tulsa. Pero las carreteras del sur son tan polvorientas como imprevisibles y, sin quererlo, se verá obligado a atravesar los Estados Unidos de punta a punta para resolver otro asesinato. 
La obra está cargada de guiños a la generación beat, y los protagonistas de la trama trasuntos de Jack Kerouac, Allen Ginsberg, William Burroughs y Neal Cassady.

### Todo cae. Primera parte #6
Blacksad desciende a las entrañas de la ciudad en una aventura que combina teatro, periodismo y corrupción municipal. Blacksad recibe el encargo de proteger al líder del sindicato de trabajadores del metro, amenazado por la mafia de las comadrejas. Pero su investigación desafiará a los poderes políticos y empresariales que rigen los destinos de la ciudad, y estos no dudarán en aplastar cualquier obstáculo que pueda alterar sus planes.

### Todo cae. Segunda parte #7
El regreso de Alma Mayer ha puesto patas arriba de Blacksad, reviviendo un amor que este creía olvidado. Además, Alma está relacionada con el asesinato de Iris Allen, del que Weekly es el principal sospechoso. Los indicios, sin embargo, apuntan al poderoso magnate Lewis Solomon, que está levantando un puente inmenso, un puente edificado sobre los huesos de varios muertos. 

## Premios

### Blacksad 1
- Premio Autor Revelación por el Salón del Cómic de Barcelona 2001.
- Premio Mejor Álbum por el Salón del Cómic de Barcelona 2001.
- Premio Interfestivals del Festival de Audincourt.
- Premio Colombe del Festival de Lys Lezz Lannoy.
- Premio al Mejor Álbum en el festival de Amiens.
- Premio Némo del Salón del Cómic de Maisons Laffitte.
- Premio de la Recontre del Festival de Roeux.
- Premio Diario de Avisos al Mejor Dibujante de Historieta Realista.
- Premio Eisner al mejor pintor/artista multimedia, 2011.

### Blacksad 2
- Premio "Coup-De-Coeur" en el Festival de Lys-Lez-Lannoy 2003.
- Premio Especial del Jurado en el Festival Internacional de Cómics de Sierre (Suiza) en 2003.
- Premio IVÀ al Mejor Historietista Profesional en la Muestra de Cómic de Cornellà en 2003.
- Premio Harvey al Mejor Álbum 2005.
- Premio Mejor Dibujo en el Festival de Angoulême 2005.
- Premio del Público al Mejor Álbum en el Festival de Angoulême 2005.

### Blacksad 3
- Premio Mejor Álbum en el Salón del Cómic de Barcelona 2006.
- Premio Mejor Dibujo en el Salón del Cómic de Barcelona 2006.

### Blacksad 4
- Mejor Álbum, Mejor Guionista y Mejor Dibujante en Expocómic de Madrid, 2010.
- Premio Eisner al mejor pintor/artista multimedia, 2013.
- Premio Eisner a la mejor edición de material internacional, 2013.

### Blacksad 5
- Premio Nacional del Cómic[2], 2014
- Eisner Award - Mejor Álbum Internacional, 2015

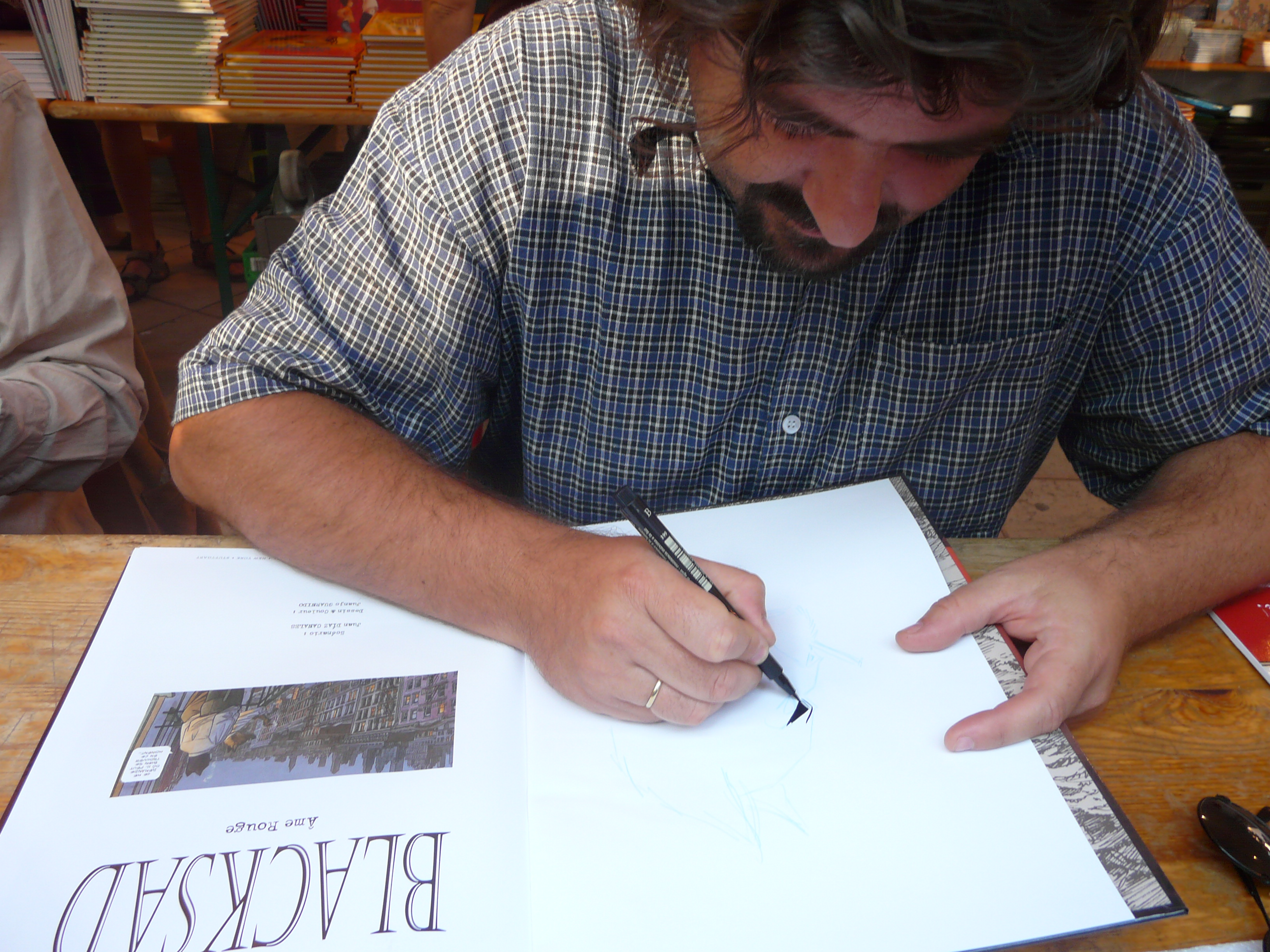
J. Guarnido en la ed. del 2008 de la feria de historieta de Solliès-Ville.

## Juego de rol
Blacksad tiene un juego de rol oficial, publicado en 2015 por la editorial española Nosolorol Ediciones.

## Videojuego
La serie también logró saltar al videojuego: en 2019 se comercializó el juego Blacksad: Under the Skin, desarrollado por Pendulo Studios, disponible para PS4 y otras plataformas.